# 格林湾 (密歇根湖)
格林湾（英語：Green Bay）一作绿湾，是美国密歇根湖西北部一个湖湾，地跨密歇根州和威斯康星州两州，从大诺克湾顶端向西南延伸190公里至福克斯河河口，最宽处37公里。北靠密西根上半岛，密西根上半岛南部的加登半島和威斯康星州的多尔半岛分别从东北面和东南面对格林湾形成半包围之势并与密西根湖部分隔开，两半岛之间岛屿星罗棋布，有众多的暗礁和浅滩，因此进出格林湾的水上交通比较困难，其中岩岛与圣马丁岛之间的“岩岛通道”（Rock Island Passage）为进入格林湾的主要入口。有一条运河横穿多尔半岛中部，连接格林湾西南部的斯特金湾和密歇根湖。沿岸主要港口有马里内特，格林贝，斯特金贝（威斯康星州）和梅诺米尼，埃斯卡诺巴（密歇根州）等。湖湾北岸有海厄瓦萨国家森林和梅诺米尼森林。1634年法国探险家让·尼科莱成为第一位抵达格林湾的欧洲人。格林湾位于大湖区和密西西比河之间毛皮贸易重要水陆运输路线上。1968年在湖底发现蕴藏丰富的锰矿。1973年进入湖湾的水道被深挖至8米。